# Lomma (comune)
Lomma è un comune svedese di 21 342 abitanti, situato nella contea di Scania. Il suo capoluogo è la cittadina omonima.

## Località
Nel territorio comunale sono comprese le seguenti aree urbane (tätort):
| # | Località | Popolazione |
| - | -------- | ----------- |
| 1 | Lomma    | 8.820       |
| 2 | Bjärred  | 8.663       |
| 3 | Flädie   | 230         |